# Dryadaula sublimis
Dryadaula sublimis är en fjärilsart som beskrevs av Edward Meyrick 1917. Dryadaula sublimis ingår i släktet Dryadaula och familjen äkta malar.
Artens utbredningsområde är Colombia. Inga underarter finns listade i Catalogue of Life.